# Cantone di Boulogne-sur-Mer-2
Il Cantone di Boulogne-sur-Mer-2 è una divisione amministrativa dell'Arrondissement di Boulogne-sur-Mer.
È stato costituito a seguito della riforma approvata con decreto del 24 febbraio 2014, che ha avuto attuazione dopo le elezioni dipartimentali del 2015.

## Composizione
Comprende parte della città di Boulogne-sur-Mer e i 4 comuni di:
- Baincthun
- Echinghen
- Le Portel
- Saint-Martin-Boulogne